# Hüttenspitze
La Hüttenspitze, ou Halltaler Zunterkopf, est une montagne culminant à 1 858 m d'altitude dans le massif des Karwendel.

## Géographie

### Topographie
La Hüttenspitze est séparée de la crête sud du Grosser Bettelwurf par la Wechselscharte. Le sommet tombe au nord avec un ravin d'environ 100 mètres de hauteur presque perpendiculaire au col. Vers le sud-ouest, la montagne descend aussi abruptement vers la vallée de Hall avec le ravin du Bettelwurf.

### Géologie
Dans les zones plus élevées, la Hüttenspitze se compose de calcaire de Wetterstein, surmontant du calcaire de Raibler ; plus bas dans la vallée, entre autres, la dolomie est exposée.

## Ascension
La voie normale part du sud au-dessus de l'Alpensöhnehütte, situé sur le versant sud-ouest à 1 345 m d'altitude (ouvert de mai à octobre), en partie par un sentier de randonnée sans difficulté. Cette montée étant exposée au sud, la neige y fond habituellement très rapidement au printemps. La montagne peut aussi être atteinte, plus difficilement, par la Wechselscharte et un chemin qui mène au sommet depuis l'est.